# تمر هندي

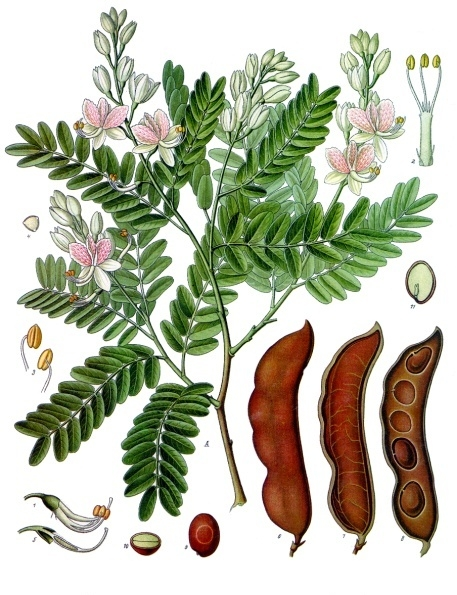
ثمرة التمر الهندي

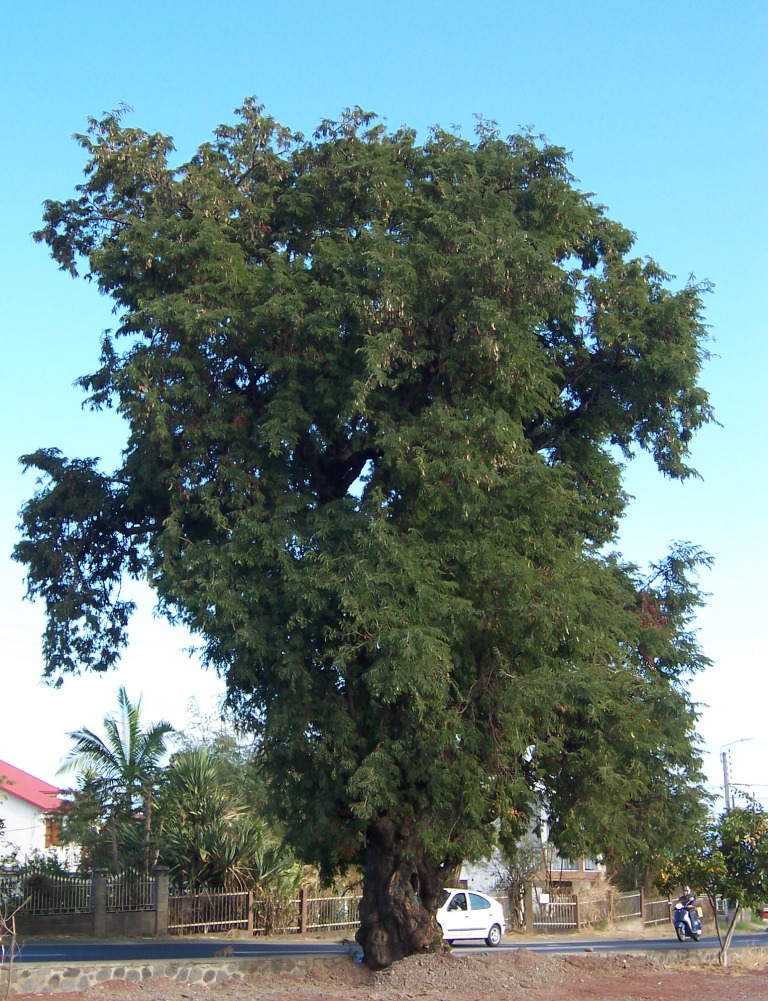
شجرة التمر الهندي

تمر هندي أو العرديب أو الحَوْمَر أو حُمَر (الاسم العلمي: Tamarindus indica) هو نوع نباتي يتبع جنس التمر هندي من الفصيلة البقولية.
والتمر الهندي هو لب ثمار قرنية لنبات شجري دائم الخضرة سريع النمو يصل ارتفاعه إلى حوالي ثلاثة أمتار وأوراقه مركبة الأزهار عنقودية، صفراء اللون والخشب صلب لونه مائل إلى الحمرة، الثمار عبارة عن قرون ويستخدم اللب البني لحمي حمضي المذاق الذي يغلف البذور وحين تجمع الثمار تزال قشورها الصلبة ثم تعجن فتتكون كتل سمراء اللون وربما تخلط بسكر ليساعد على حفظها وعدم فسادها، يعرف التمر الهندي بعدة أسماء منها الحمر والحومر والعرديب.

## الموطن الأصلي
يقال أن موطنه الأصلي أفريقيا الاستوائية وعرف منذ القدم في السودان ومصر والهند وانتشر إلى جزر الكاريبي وإلى أغلب بقاع العالم عبر الطب القديم.
ويقال أن موطنها جزيرة مدغشقر وشرق أفريقيا ومنها انتشرت إلى المناطق المدارية كفلوريدا والقاحلة والشبه القاحلة كالسنغال، النيجر، ساحل العاج والسودان.

## وصف
التمر الهندي هو شجرة طويلة العمر، متوسطة النمو، يصل ارتفاع تاجها الأقصى إلى 25 متر (80 قدم) . يتميز التاج بأنه غير منتظم، على شكل مزهرية، وله أوراق كثيفة. تنمو الشجرة جيدًا في الشمس الكاملة. تفضل التربة الطينية، والطفالية، والرملية، والحمضية، مع مقاومة عالية للجفاف وملح الهباء الجوي (الملح الذي تحمله الرياح كما هو موجود في المناطق الساحلية). 
الأوراق دائمة الخضرة مرتبة بشكل متبادل ومركبة بشكل ريشي ‏. الوريقات خضراء زاهية، بيضاوية الشكل، ذات عروق ريشية، ويبلغ طولها أقل من 5 سنتيمتر (2 بوصة). تتدلى الفروع من جذع مركزي واحد عندما تنضج الشجرة، وغالبًا ما تُقَلَّم في الزراعة لتحسين كثافة الأشجار وسهولة حصاد الفاكهة. في الليل، تغلق الوريقات. 
باعتباره نوعًا استوائيًا، فهو حساس للصقيع. تعطي الأوراق الريشية ذات الوريقات المتقابلة تأثيرًا متطايرًا في الريح. يتكون خشب التمر الهندي من خشب القلب الصلب ذي اللون الأحمر الداكن وخشب الزان الناعم المائل إلى الأصفر. 

تتفتح زهور التمر الهندي (رغم أنها غير ملحوظة) بأزهار ممدودة حمراء وصفراء. الأزهار عرضها 2.5 سم (1 بوصة)، خماسية البتلات، وتنمو في شِماريخ صغيرة، صفراء مع خطوط برتقالية أو حمراء. البراعم تكون وردية حيث إن الأكاليل الأربعة وردية وتفقد عند تفتح الزهرة.

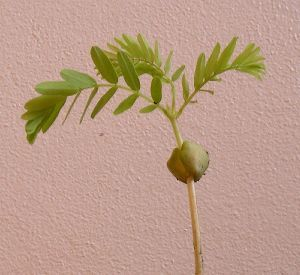
شتلة تمر هندي
زهرة التمر الهندي
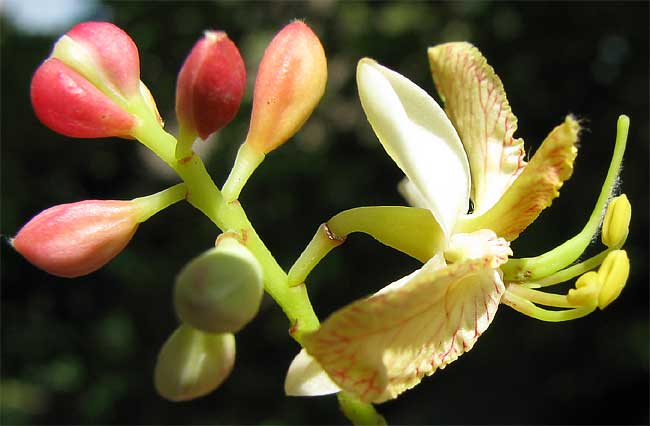
زهور التمر الهندي
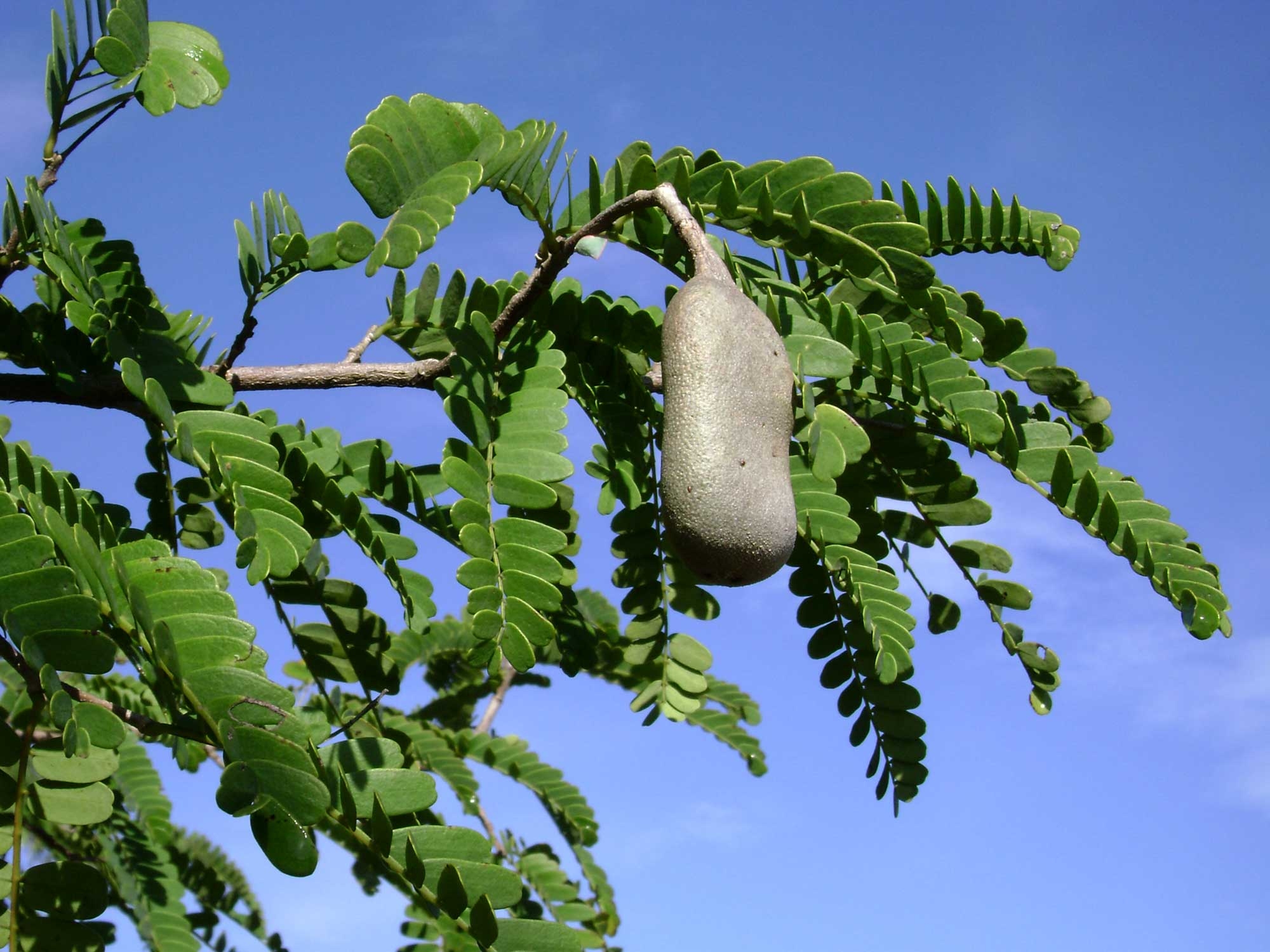
أوراق التمر الهندي وبذور الثمار
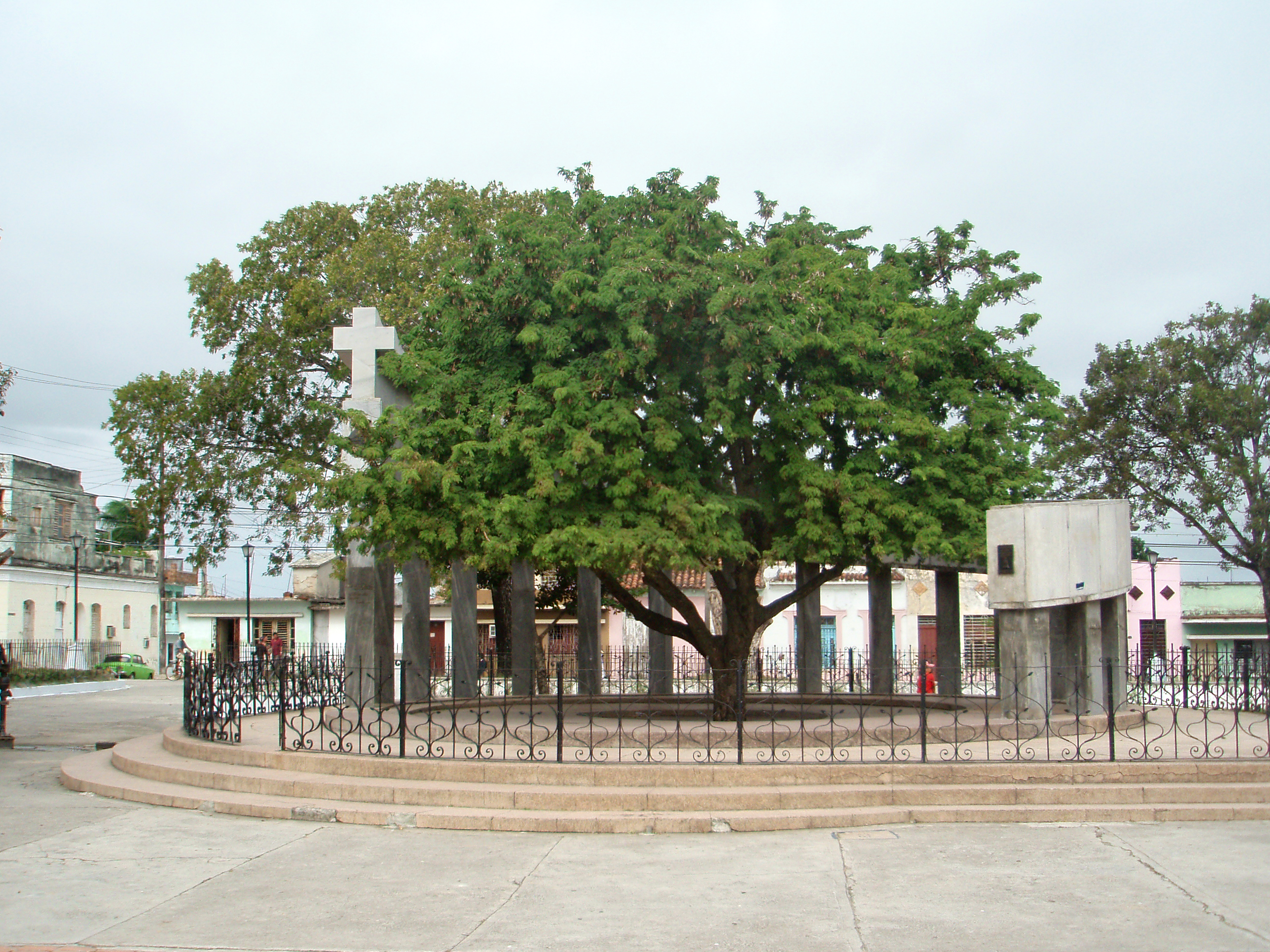
شجرة التمر الهندي في موقع تأسيس سانتا كلارا، كوبا

### فاكهة
الثمرة عبارة عن بقل متفتقة، ويسمى أحيانًا بالقرون، يبلغ طولها 12 إلى 15 سـم (4.7 إلى 5.9 بوصة) ولها قشرة صلبة بنية اللون. 
وتحتوي على لب ليفي، عصيري وحامض. تكون ناضجة عندما يكون اللحم ذو لون بني أو بني مائل إلى الحمرة. التمر الهندي الآسيوي له قرون أطول (تحتوي على من ستة إلى اثني عشر بذرة)، في حين أن الأنواع الإفريقية والغربية الهندية لها قرون أقصر (تحتوي على بذرة واحدة إلى ست بذور). البذور مسطحة إلى حد ما، ولونها بني لامع، مع طعم حلو وحامض.

## تاريخ

### أصل الأسم
الاسم مشتق من العربية: تمر هندي، وتُنطق "تمـر هندي" باللاتينية. كتب العديد من الأطباء وعلماء الأعشاب في العصور الوسطى "تمار إندي"، وكان الاستخدام اللاتيني في العصور الوسطى "تامرندس"، وكتب ماركو بولو عن "تاماراندي".
في كولومبيا، ونيكاراغوا، وكوستاريكا، والإكوادور، وكوبا، وجمهورية الدومينيكان، وغواتيمالا، والسلفادور، وهندوراس، والمكسيك، وبيرو، وبورتوريكو، وفنزويلا، وإيطاليا، وإسبانيا، وفي جميع أنحاء لوسوسفير، يطلق عليه تاماريندو.
الدول في جنوب شرق آسيا مثل إندونيسيا تطلق عليه اسم أسام جاوا (فاكهة حامضة جاوية ) أو ببساطة أسام ،  وسوكاير في تيمور . بينما في الفلبين، يطلق عليه سامبالوك أو سامبالوك باللغة الفلبينية، وسامباغ في السيبيوانية.  يُخلط أحيانًا بين تمر هندي ( Tamarindus indica ) و"غاف البحر" (Pithecellobium dulce). في حين أن غاف البحر إلى نفس العائلة التصنيفية البقولية، فهو نبات مختلف، موطنه المكسيك ومعروف محليًا باسم قرط القرد.

## التصنيف
من المحتمل أن يكون نبات التمر الهندي من النباتات الأصلية في إفريقيا الاستوائية، ولكن زُرِع لفترة طويلة في شبه القارة الهندية لدرجة أنه يُقال أحيانًا أنه من النباتات الأصلية هناك. ينمو بريًا في إفريقيا في أماكن متنوعة مثل السودان، [بحاجة لمصدر] والكاميرون، ونيجيريا، وكينيا، وزامبيا، والصومال، وتنزانيا، ومالاوي. وفي الجزيرة العربية، نجدها تنمو برياً في عُمان، وخاصة ظفار، حيث تنمو على سفوح الجبال المواجهة للبحر. وقد وصلت إلى جنوب آسيا على الأرجح عن طريق النقل البشري والزراعة منذ عدة آلاف من السنين.   ينتشر على نطاق واسع في جميع المناطق الاستوائية،  من إفريقيا إلى جنوب آسيا.
في القرن السادس عشر، قُدِّم إلى المكسيك وأمريكا الوسطى، وبدرجة أقل إلى أمريكا الجنوبية، من قبل المستعمرين الإسبان والبرتغاليين، لدرجة أنه أصبح مكونًا أساسيًا في مطبخ المنطقة. 
اعتبارًا من عام 2006، تُعتبر الهند أكبر منتج للتمر هندي. إن استهلاكه شائع نظرًا لدوره المركزي في المأكولات في شبه القارة الهندية وجنوب شرق آسيا والأمريكتين، وخاصة في المكسيك.

## الزراعة
يمكن تقشير البذور أو غليها لفترة وجيزة لتعزيز الإنبات. حيث تحتفظ بقدرتها على الإنبات لعدة أشهر إذا حُفظت جافة.[بحاجة لمصدر]
جُنِّس التمر الهندي منذ فترة طويلة في إندونيسيا، وماليزيا، وسريلانكا، والفلبين، ومنطقة البحر الكاريبي، وجزر المحيط الهادئ. تتمتع تايلاند بأكبر المزارع بين دول رابطة دول جنوب شرق آسيا، تليها إندونيسيا، وميانمار، والفلبين. في أجزاء من جنوب شرق آسيا، يسمى التمر الهندي أسام .  يُزرع في جميع أنحاء الهند، وخاصة في ماهاراشترة، وتشاتيسغار، وكرناتكا، وتلنغانة، وأندرا برديش، وتاميل نادو. تنتج بساتين التمر الهندي الواسعة في الهند 250,000 طن متري (280,000 طن صغير) سنويًا. 
في الولايات المتحدة، يعد محصولًا واسع النطاق قُدِّم للاستخدام التجاري (ثاني أكبر كمية إنتاج صافية بعد الهند)، وخاصة في الولايات الجنوبية، ولا سيما جنوب فلوريدا، وكشجرة ظل، على جوانب الطرق، وفي الأفنية والمتنزهات. 
يعتبر التمر الهندي نباتًا غذائيًا تقليديًا في إفريقيا، ولديه القدرة على تحسين التغذية، وتعزيز الأمن الغذائي، وتعزيز التنمية الريفية، ودعم رعاية الأراضي المستدامة.  في مدغشقر، تعتبر ثمارها وأوراقها من الأطعمة المفضلة لدى الليمور حلقي الذيل، حيث توفر ما يصل إلى 50 بالمائة من مواردها الغذائية خلال العام إذا كانت متاحة. 

### البستنة
في جميع أنحاء جنوب آسيا والعالم الاستوائي، تُستخدم أشجار التمر الهندي كنباتات زينة، وللحدائق، والمحاصيل التجارية. تُستخدم بشكل شائع كنوع من أنواع البونساي في العديد من البلدان الآسيوية، كما تُزرع أيضًا كبونساي داخلي في المناطق المعتدلة من العالم. 

## الاستخدامات

### الطبخ

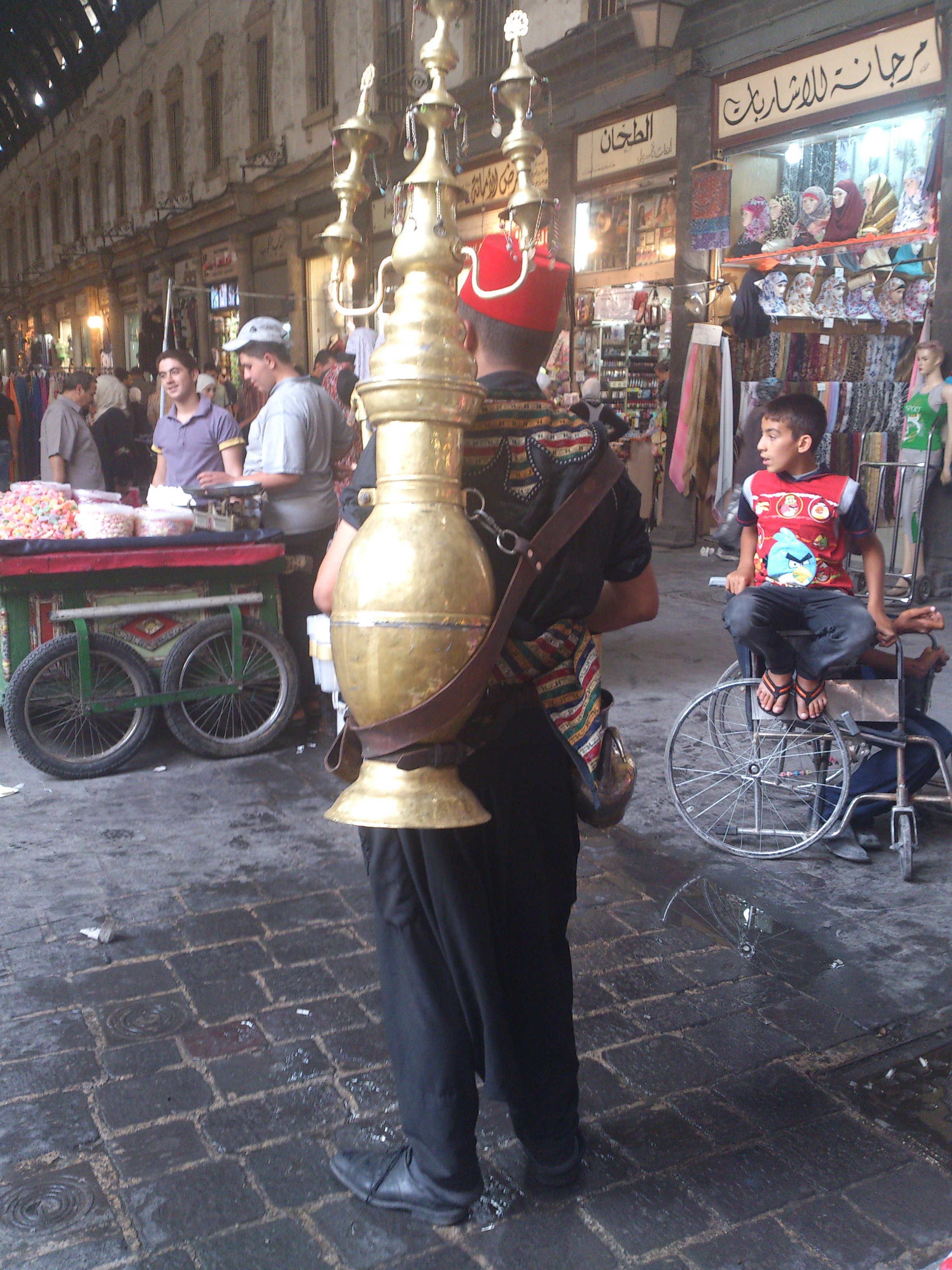
بائع تمر هندي تقليدي في دمشق، سوريا

تُحصد الثمار عن طريق سحب القرون من ساقها. يمكن لشجرة ناضجة أن تنتج ما يصل إلى 175 كيلوغرام (386 رطل) من الفاكهة سنويًا. يمكن استخدام تطعيم القشرة، والتطعيم بالبرعم، والترقيد الهوائي لإكثار الأصناف المرغوبة. عادة ما تؤتي هذه الأشجار ثمارها خلال ثلاث إلى أربع سنوات إذا توفرت لها ظروف نمو مثالية. 
لب الثمرة صالح للأكل. يعتقد الكثيرون أن اللب الأخضر الصلب للفاكهة الصغيرة حامض للغاية، ولكن غالبًا ما يستخدم كمكون للأطباق اللذيذة، أو كمخلل، أو كوسيلة لجعل بعض أنواع البطاطا السامة في غانا آمنة للاستهلاك البشري.  عندما تنضج الفاكهة تصبح أكثر حلاوة، وأقل حموضة، وتعتبر الفاكهة الناضجة مستساغة بشكل أكبر. تختلف الحموضة بين الأصناف، وبعض أصناف التمر الهندي الحلو لا تحتوي على أي حموضة تقريبًا عندما تنضج. في المطبخ الغربي، يوجد لب التمر الهندي في صلصة ورشستر، وصلصة HP ‏، وبعض ماركات صلصة الشواء (خاصة في أستراليا، حيث يُشتق التمر الهندي من صلصة ورشستر
معجون التمر الهندي له العديد من الاستخدامات في الطهي بما في ذلك كنكهة للكتنية، والكاري وشراب الشربات التقليدي.  تعتبر صلصة التمر الهندي الحلوة شائعة في الهند وباكستان كصلصة للعديد من الوجبات الخفيفة وغالبًا ما تُقدَّم مع السمبوسة. لب التمر الهندي هو عنصر أساسي في نكهة الكاري والأرز في المطبخ الهندي الجنوبي، في مصاصة شيجالي، في الراسام، في سامبر وفي أنواع معينة من شاي الكرك.
في جميع أنحاء الشرق الأوسط، من بلاد الشام إلى إيران، يستخدم التمر الهندي في الأطباق المالحة الشهية، وخاصة اليخنات التي تعتمد على اللحوم، وغالبًا ما يُضاف مع الفواكه المجففة لتحقيق نكهة حلوة-حامضة.  
في سوكوتو ، نيجيريا ، يُستخدم لب التمر الهندي لتثبيت اللون في المنتجات الجلدية المصبوغة عن طريق تحييد المواد القلوية المستخدمة في الدباغة. 
الأوراق واللحاء صالحان للأكل أيضًا، ويمكن طهي البذور لتصبح آمنة للاستهلاك.  تُستخدم أوراق التمر الهندي المبيضة والطرية في سلطة بورمية ‏ تسمى magyi ywet thoke ( မန်ကျည်းရွက်သုပ် ؛ تترجم حرفيا. tamarind leaf salad (سلطة ورق تمر الهند)، وهي سلطة من ميانمار العليا ‏ تحتوي على أوراق التمر الهندي المطحونة، والثوم، والبصل، والفول السوداني المحمص، والجمبري المجفف المطحون.  

### زيت البذور ومسحوق النواة
يُصنع زيت بذور التمر الهندي من نواة بذوره.  من الصعب عزل النواة عن قشرتها الرقيقة الصلبة (أو التستا). وهو يتمتع بقوام مماثل لزيت بذر الكتان، ويمكن استخدامه في صناعة الطلاء أو الورنيش. 
يستخدم مسحوق نواة التمر الهندي كمواد تبويش في معالجة المنسوجات والجوت، وفي تصنيع الصمغ والمواد اللاصقة الصناعية. يُزال الزيت منه لتثبيت لونه ورائحته عند التخزين.[بحاجة لمصدر]

### طب شعبي
في جميع أنحاء جنوب شرق آسيا، تُستخدم ثمار التمر الهندي كضمادة توضع على جباه الأشخاص المصابين بالحمى. تظهر الفاكهة تأثيرات ملينة بسبب كمياتها العالية من حمض الماليك، وحمض الطرطريك، وبِيطرطرات البوتاسيوم. وقد وُثٌِّق استخدامه لتخفيف الإمساك في جميع أنحاء العالم.  

### بحث
في الكلاب، يؤدي حمض الطرطريك الموجود في التمر الهندي إلى قصورٍ كِلوي حاد، والذي يمكن أن يكون قاتلاً في كثير من الأحيان. 
يحتوي مستخلص الأوراق على اللوبيول، والكاتيشين والإبيكاتيشين، والكيرسيتين والإيزورهامنتين.  أظهرت تحاليل الكروماتوغرافيا السائلة عالية الأداء أن بذور التمر الهندي تحتوي على كاتشين، وبروسيانيدين B2 ‏ ، وحمض الكافيين ، وحمض الفيريوليك، والكلورامفينيكول، والميريستين، والمورين، والكيرسيتين، والأبيجينين، والكامبفيرول. 

## المواد الفعالة
يحتوي التمر الهندي على ما بين 16-18% أحماضا منها حمض الليمون وحمض الطرطير وحمض الماليك ومواد عفصية قابضة وسترات البوتاسيوم وأملاح معدنية مثل الفوسفور والمغنسيوم والحديد والمنجنيز والكالسيوم والصوديوم والكلور وغيرها، يحتوي التمر الهندي على فيتامين ب 3 وكذلك زيوت طيارة وأهم مركباته جيرانيال وليمونين وكذلك بكتين ودهون ومواد سكرية.